# 타지키스탄-파키스탄 관계
타지키스탄과 파키스탄은 긴밀한 동맹 관계에 있다. 두 국가는 가장 가까운 지점에서 불과 16km 떨어져 있다. 와칸 회랑은 아프가니스탄 북동부에 위치한 좁은 영토로, 중국까지 이어지며 타지키스탄과 파키스탄을 분리하고 있다.

## 역사
타지키스탄이 소련 붕괴 이후 독립하면서 양국 간 관계가 수립되었다. 양국 간 무역과 협력은 꾸준히 성장해 왔으며, 양자 무역을 증진하기 위한 여러 정상회담이 개최되었다. 2008년 3월, 타지키스탄 대사 사이드 사이드바이가 자국이 파키스탄과 이란에 저렴한 전력을 수출할 수 있게 될 것이라고 발표했다.
2019년에는 파키스탄이 타지키스탄 여권 소지자에 대해 도착 비자 제도를 시행한다고 발표하였다.

## 전략적 약속
2015년 11월, 이슬라마바드 주지사 관저에서 열린 회의에서 타지키스탄 대통령과 파키스탄 총리는 치트랄-이슈카심-두샨베를 잇는 도로망과 같은 파키스탄과 타지키스탄 간 연결 계획을 확인하였다. 2021년 6월, 파키스탄 총리의 요청으로 타지키스탄 대통령이 파키스탄을 방문하였고, 양국은 파키스탄 제조 무기 타지키스탄 판매를 포함한 다양한 분야 협력을 위한 양해각서(MOU)를 체결하였다.
2021년 9월 17일, 파키스탄 총리 임란 칸은 양국 관계를 장기 전략적 동반자 관계로 격상할 것임을 발표하였다.
이에 양국 정상은 전략적 동반자 협정 체결을 위해 협력하기로 합의하였다. 양국 정상은 신뢰할 수 있고 건설적인 고위급 교류, 초당적 관계, 방위 및 안보 협력 강화에 특히 중점을 두었다.
양국 정상은 협력 확대의 중요성을 강조하였다.

## 문화적 관계
소련 시대 동안, 타지키스탄과 파키스탄의 지식인들은 공통의 페르시아 문화유산을 바탕으로 반식민주의 주제에 대해 협력하였다.